# Avialae
Avialae („ptačí křídla“) je rozsáhlá skupina teplokrevných obratlovců, zahrnující všechny současné i vyhynulé druhy ptáků a jejich nejbližší dinosauří předky a příbuzné.

## Systematika
Na základě různých kladistických analýz je tato skupina vnímána různě. Jurský prapták Archaeopteryx například dle některých autorů je jejím zástupcem, dle jiných není. Častá definice je „všichni dinosauři, používající křídla pro aktivní let a jejich vývojoví potomci“. Společným znakem všech avialanů je pernatý tělní pokryv. Poprvé se objevili v období střední nebo svrchní jury, asi před 165 až 160 miliony let.

## Paleobiologie
Stejně jako dnešní ptáci i jejich pravěcí příbuzní měli tělo pokryté peřím v různém stupni vývinu, byli vysoce metabolicky aktivní („teplokrevní“) a schopní energeticky náročného způsobu pohybu. Většina z nich je a byla schopna klouzavého nebo aktivního letu. Stupeň osteologického vývoje se u různých fosilních zástupců značně lišil, jak ukazuje například výzkum rodu Jeholornis a některých dalších paravianů.